# Medalha da Inconfidência
A Medalha da Inconfidência é a mais alta comenda concedida pelo Governo de Minas Gerais, atribuída a personalidades que contribuíram para o prestígio e a projeção mineira.
A solenidade acontece anualmente, no dia 21 de abril (feriado de Tiradentes), em Ouro Preto.
Foi criada em 1952, durante o governo de Juscelino Kubitschek e é entregue sempre no dia 21 de abril com quatro designações: Grande Colar (Comenda Extraordinária), Grande Medalha, Medalha de Honra e Medalha da Inconfidência.
| Barretes | Barretes         | Barretes       | Barretes     | Barretes |
| -------- | ---------------- | -------------- | ------------ | -------- |
| Insignia | Medalha de Honra | Grande Medalha | Grande Colar |          |